# 希沙瓦
31°32′N 8°46′W / 31.533°N 8.767°W

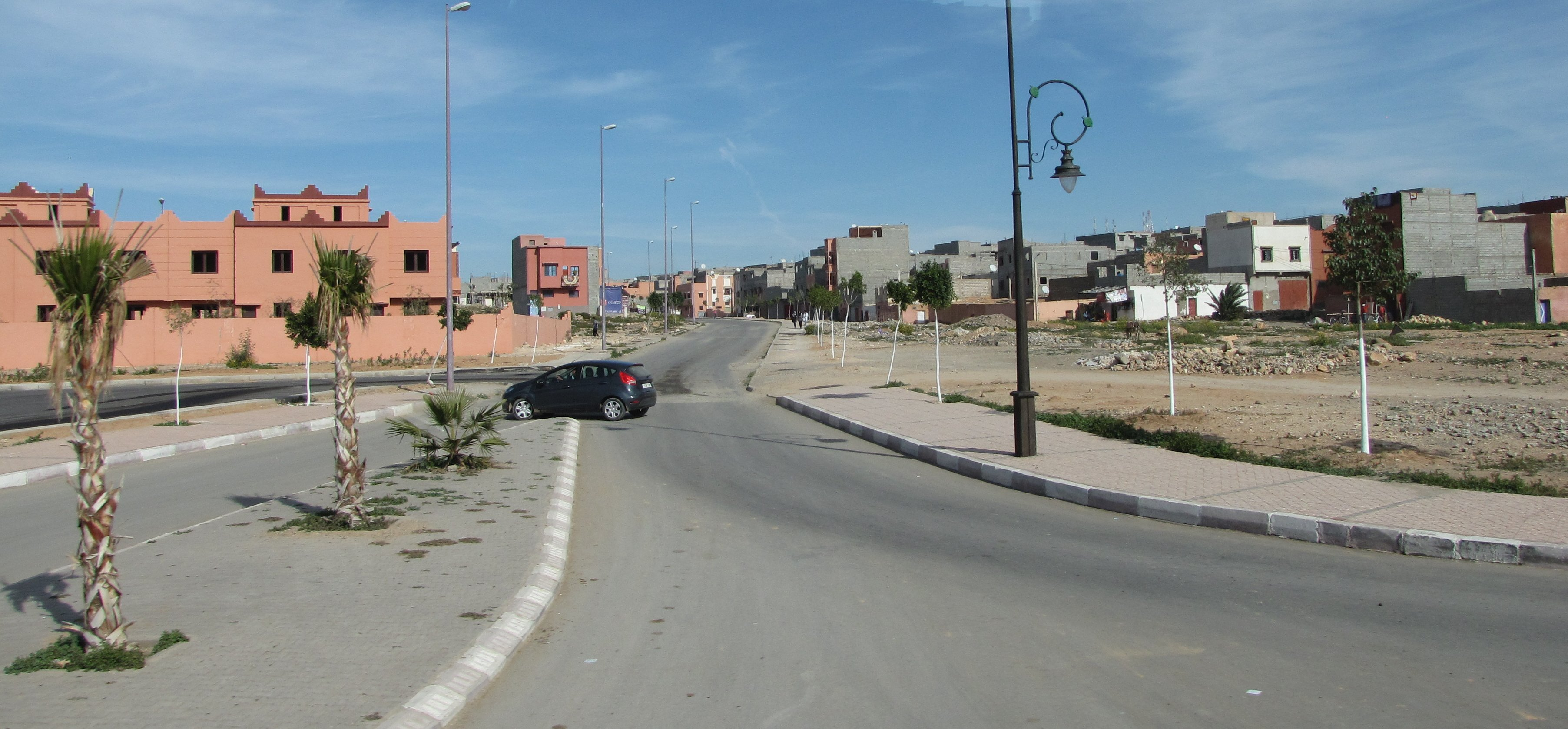

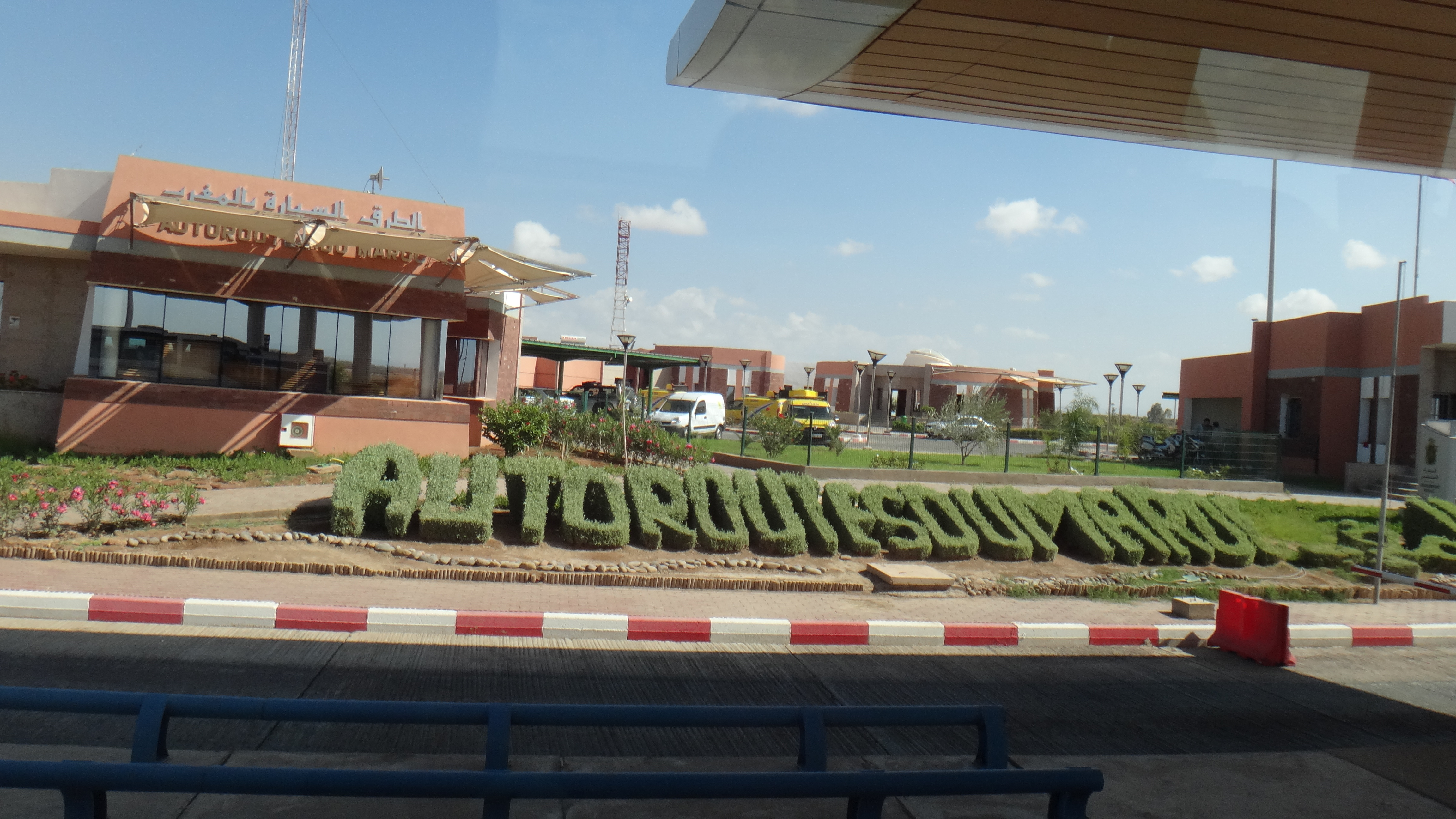

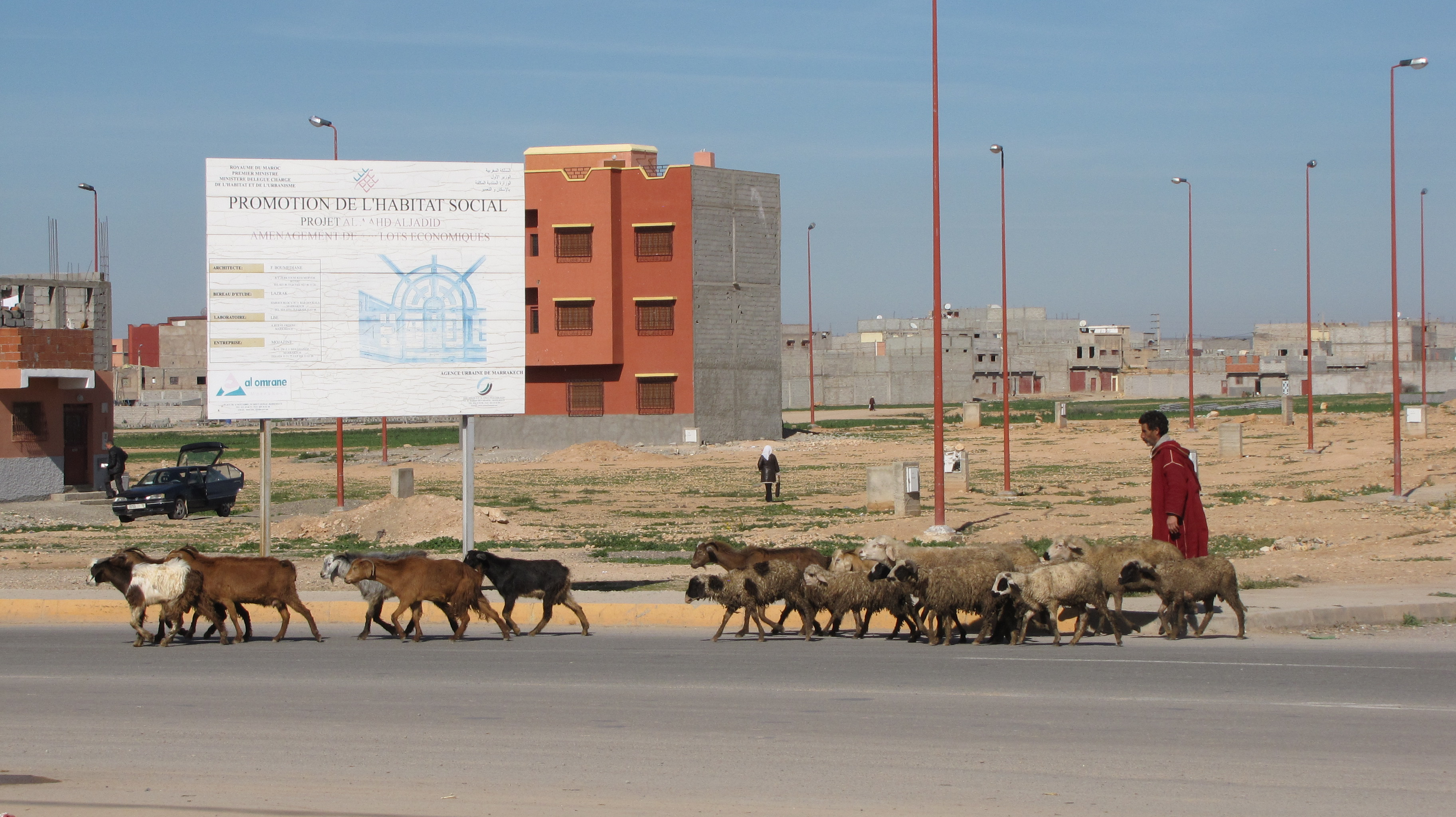

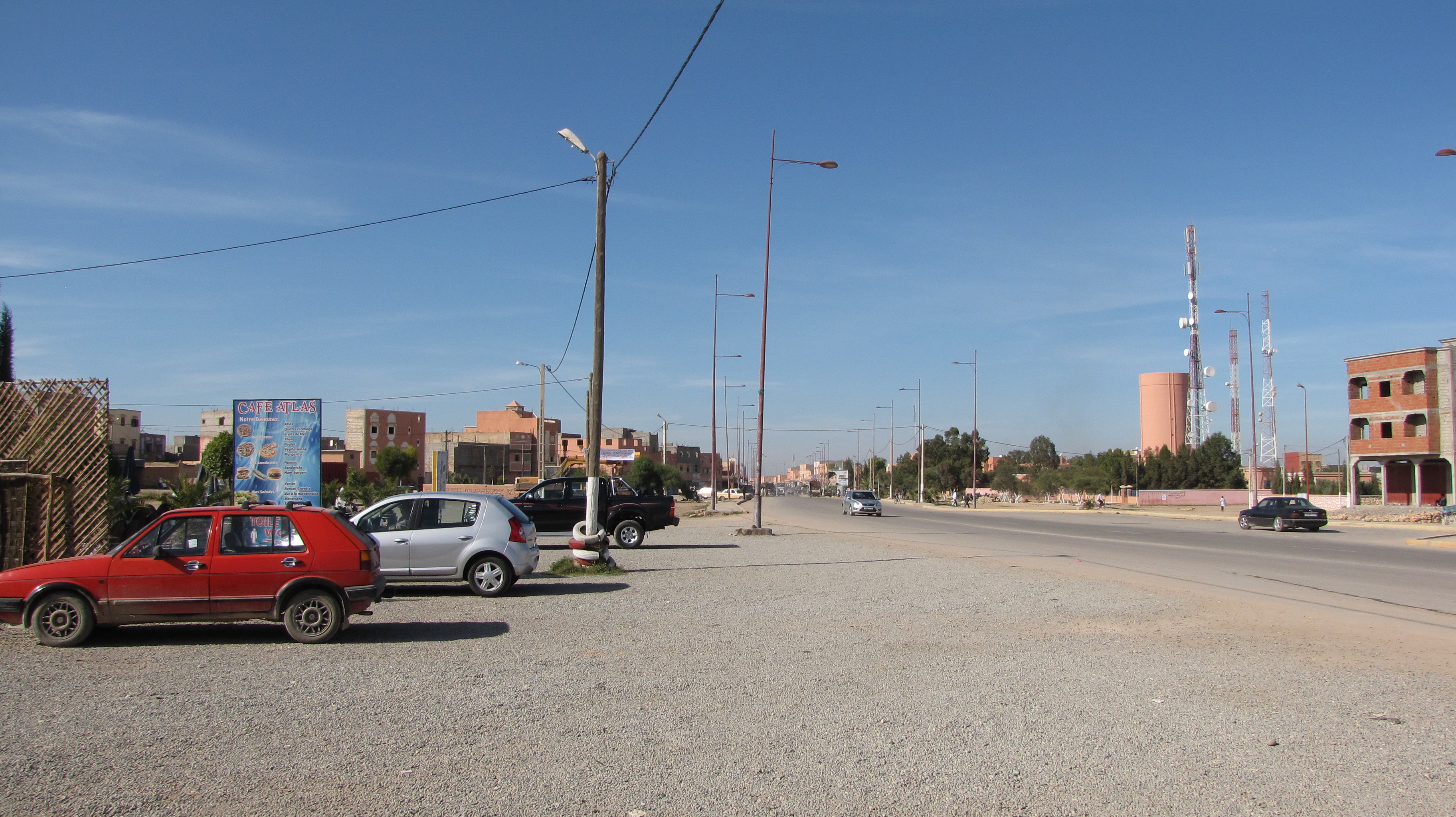

希沙瓦（阿拉伯语：‎），是摩洛哥的城鎮，位於該國西北部，由馬拉喀什-薩菲大區負責管轄，是希沙瓦省的首府，處於馬拉喀什以西約100公里，海拔高度339米，2014年人口27,869。